# جيك كودي
جيك كودي (بالإنجليزية: Jake Cody)‏ هو لاعب بوكر بريطاني، ولد في 1989 في روتشديل في المملكة المتحدة.